# How Long Has This Been Going On?
How Long Has This Been Going On? (dt. Wie lange geht das schon so?) ist ein Popsong von George und Ira Gershwin aus dem Jahr 1927.

## Entstehungsgeschichte
Die Brüder Gershwin schrieben How Long Has This Been Going On? ursprünglich für eine Broadwayshow namens Smarty. In dem Stück bot der Song Gelegenheit zum „ersten Kuss“ von Adele Astaire und Jack Buchanan. Bei seiner Voraufführung in Philadelphia fand das Musical jedoch nur laue Aufnahme; zwei Wochen später wurde der Song aus der Show genommen und durch He Loves and She Loves ersetzt.
Nach mehreren Wechseln in Text, Musik und Besetzung wurde aus Smarty das Musical Funny Face (1927), in das weitere Gershwin-Songs aufgenommen waren, wie S’Wonderful, My One and Only und High Hat mit Adele und Fred Astaire, jedoch nicht How Long Has This Been Going On?. 1957, dreißig Jahre später spielte wiederum Fred Astaire mit Audrey Hepburn die Hauptrolle in einer Filmversion von Fanny Face, in den How Long Has This Been Going On? sowohl von Hepburn gesungen wurde als auch in einer Instrumentalversion vorkam.
Nach seiner Herausnahme aus dem Musical Smarty wurde der Song durch Vermittlung von Florenz Ziegfeld in dem Musical Rosalie verwendet, allerdings nicht als Duett, sondern als Solo für die Soubrette, gespielt von Bobbe Arnst. Rosalie, mit Marilyn Miller in der Hauptrolle, hatte am 10. Januar 1928 Premiere und erlebte 335 Aufführungen. Der einzige Song, der daraus populär wurde, war Gershwins How Long Has This Been Going On? Als 1937 Rosalie in Hollywood verfilmt wurde, verwendete Cole Porter jedoch neues Songmaterial und keine Songs aus der Broadway-Produktion.

## Kennzeichen des Songs
How Long Has This Been Going On? handelt von einem Paar, das mit einem ersten Kuss das Wunder der Liebe entdeckt. Alec Wilder verweist auf das „eigenartige Selbstbewusstsein“, das die zögernde Frage des Titels erschließt: „Ist es wirklich das, was alle fühlen? Warum hat mir keiner davon erzählt?“
Der 32-taktige Song ist in G-Dur in der Form AABA geschrieben und ist als Ballade angelegt. Nach Ansicht von Allen Forte beruhen „Charme und Vitalität“ des Lieds auf den „innovativ und strategisch platzierten Harmonien“; die Integration von Liedtext, Rhythmus und Harmonien beschreibt er als beispielhaft für die besten Songs dieser Periode; er erwähnt George Gershwins Gebrauch von pentatonischen Skalen, die auf Folk und Kirchenmusik der Afroamerikaner verwiesen. Als Beispiel für Ira Gershwins Talent als Liedtexter zitiert er die dritte Zeile des Songtextes, Little wow, tell me now, die den Endreim, das erste Wort des Titels, nämlich How einleitet. In der Bridge benutze er als „Hintergrund für Georges exotische Akkorde“ die erotisch angehauchten Zeilen:
Oh, I feel that I could melt
into heaven I’m hurled”

## Coverversionen
In den folgenden Jahren wurde How Long Has This Been Going On? häufig aufgenommen, zunächst von Lee Wiley, die Anfang der 1940er Jahre die erste Sängerin war, die eine Reihe von Komponisten gewidmete Themenalben einspielte. Ihr Gershwin-Album (1939) nahm sie mit Eddie Condon, Bud Freeman und Joe Bushkin auf. Doch erst durch Peggy Lee mit dem Benny Goodman Orchestra rückte der Song 1941 ins allgemeine Bewusstsein. In den folgenden Jahren entstanden weitere Coverversionen des Songs von Lena Horne (1945), June Christy/Stan Kenton (1955), Sarah Vaughan (1957), Ella Fitzgerald (Ella Sings Gershwin 1957), Louis Armstrong mit Oscar Peterson (1957), Chet Baker (1958), Julie London (1958), Johnny Hartman (1959), Judy Garland (Judy at Carnegie Hall 1961), später von Liza Minnelli (New Feelin’ 1970), Van Morrison auf dem gleichnamigen Album (1996), Barbara Carroll, Susannah McCorkle, Janis Siegel und Karrin Allyson. In Instrumentalversionen u. a. von Till Brönner, Bill Charlap, Coleman Hawkins, Keith Jarrett, Brad Mehldau (Live in Tokyo), Bjarne Nerem, Joe Pass, Frank Rosolino, Ralph Sharon, Zoot Sims und Frank Vignola zeigt sich das Potenzial des Songs als Jazzstandard.